# Okręg wyborczy Angus

Położenie okręgu Angus na mapie Szkocji

Okręg wyborczy Angus powstał w 1997 roku i wysyłał do brytyjskiej Izby Gmin jednego deputowanego. Okręg obejmował większość obszaru jednostki administracyjnej Angus, z wyłączeniem terenów przyległych do miasta Dundee. Został zlikwidowany w 2024.

## Deputowani do brytyjskiej Izby Gmin z okręgu Angus
- 1997–2001: Andrew Welsh, Szkocka Partia Narodowa
- 2001–2017: Mike Weir, Szkocka Partia Narodowa[3]
- 2017–2019: Kirstene Hair, Partia Konserwatywna[4]
- 2019–2024: Dave Doogan, Szkocka Partia Narodowa[5]